# Filosofía en el Perú
En el Perú, la filosofía se desarrolló desde la etapa virreinal hasta la actualidad, aunque se discute su desenvolvimiento durante la etapa prehispánica.   

## Etapa prehispánica
No se tiene documentos escritos por los mismos pueblos pre-incas e incas que reflejen algún tipo de pensamiento filosófico, solo se poseen referencias que datan a los años posteriores a la conquista del Imperio Inca, siendo estos procedentes de cronistas españoles o mestizos. Al teorizar sobre esta fase, se debate la presencia o no de la filosofía en la estructura del pensamiento inca. Al respecto existen las siguientes tesis:
- Tesis negativa: No existió filosofía. Según los defensores de esta tesis, hubo una cosmovisión que no se deslindó de las creencias y explicaciones mítico-religiosas. Entre los que defienden esta tesis están Augusto Salazar-Bondy, Francisco Miró-Quesada, José Carlos Mariátegui, María Rivara de Tuesta, Mario Mejía Huamán y David Sobrevilla. Para Salazar-Bondy, «no existen fuentes escritas originales para la investigación» y las investigaciones que se han realizado sobre los documentos de los cronistas que se tienen «no [se] ha llegado a distinguir con criterio seguro… lo que es original de lo que es interpretación occidentalizadora y… los contenidos mítico-religiosos de los propiamente racionales». Mejía, por su parte, sostiene que, aunque existiesen conceptos filosóficos entre los incas, «la filosofía es todo un discurso racional y no la aglutinación de categorías o proposiciones sueltas. Como enseña Aristóteles, los conceptos y las palabras sueltas no son proposiciones, menos juicios». De esta forma, los defensores de esta tesis sostienen que, en el caso de, los incas no llegaron a pasar hacia el logos, a pesar de haber tenido conceptos filosóficos tempranos.
- Tesis afirmativa: Si existió filosofía.  Los defensores de esta tesis sostienen que la existencia de una cosmovisión inca es equivalente a la existencia de una filosofía, además, se argumenta que dicha filosofía tuvo un carácter materialista, con un sistema racional de pensamiento y con una estructura secuencial y dialéctica del conocimiento. Se suele derivar esta posición de las investigaciones que el mexicano Miguel León Portilla hizo sobre el pensamiento náhuatl. Sobre la posible filosofía de los incas, se argumenta que ésta concibe al hombre como un ser más de todo lo existente. Entre los defensores de esta tesis están el Inca Garcilaso de la Vega, Felipe Guamán Poma de Ayala, Humberto Vidal Unda, Víctor Díaz Guzmán, Víctor Mazzi Huaycucho y Juvenal Pacheco Farfán. Para Mazzi, la filosofía inca no era una filosofía como es entendida en Occidente y que en ésta se coloca al hombre en igualdad con su entorno cosmogónico, como un miembro más de su existencia. Pacheco, por su parte, sostiene que «la filosofía, como elemento cultural, se origina desde el momento en que el hombre alcanza dos categorías universales: ser social y ser racional», lo que habrían alcanzado los incas. Recientemente se le ha dado un «giro intercultural» a esta tesis, siendo encabezada por el suizo Josef Estermann.

## Etapa virreinal
Los estudios sobre la filosofía, como propio de las circunstancias vividas, en el virreinato peruano ha sido poco estudiada, siendo escasa las investigaciones y los estudiosos al respecto por lo que se presupone una idea de dicha etapa como una época de inferioridad filosófica al tratar a los filósofos del virreinato peruano como cajas de resonancia del pensamiento europeo. A esto se suma la poca formación en la tradición clásica y el latín, lo que impide que se acceda a las fuentes, y el deterioro de los archivos en bibliotecas y colecciones de difícil acceso.
Tras el encuentro entre ambos mundos en 1492, se originaron debates sobre la humanidad del indígena americano, el derecho del naciente Imperio Español al dominio de dichos territorios y la guerra justa. En 1511, a través de un sermón dado por Antonio de Montesinos, donde denunció las condiciones en las que eran sometidos los indígenas de la isla de La Española y sus fórmulas fueron de tipo tomista y dominico, se originaron las Leyes de Burgos. Posteriormente, tras las denuncias de Bartolomé de las Casas y por sustento de Francisco de Vitoria, se expidió las llamadas Leyes Nuevas en 1542 (lo que originó en Perú la Rebelión de los Encomenderos). De Vitoria, además, sería fundamental para el desarrollo del concepto del «ius gentium» y fue uno de los fundadores de la llamada Escuela de Salamanca, de enfoque tomista. Para 1550, fue convocada la Junta de Valladolid, en la que se definiría cómo se iba a proceder con respecto a la conquista y la población de las tierras americanas. En este debate fueron presentadas dos posturas: la de Juan Ginés de Sepúlveda, que defendió el uso de la guerra justa y el sometimiento al tutelaje de los indígenas por considerarlos incapaces de gobernarse a sí mismos, y la de De las Casas, que defendió la racionalidad de los indígenas sustentándose en el logro de sus civilizaciones y se sustentó en la argumentación de los «títulos injustos» y los «justos títulos» de De Vitoria. Siendo tanto Ginés como De las Casas aristotélicos, aunque Ginés era también anti-erasmista y De las Casas daba prevalencia al Evangelio, el debate estuvo marcado por el uso de la obra de Aristóteles en ambas partes. El resultado de los debates fue el llamado Derecho Indiano.
La filosofía virreinal peruana, propiamente dicha, surge, a diferencia de la filosofía clásica y medieval, como una cuestión lógico-lingüística a partir de la experiencia de la evangelización, en especial tras el Tercer Concilio de Lima de 1582 (que supuso la elaboración de diccionarios y catecismos para el entendimiento de la doctrina cristiana), lo que llevó a la necesidad de contar con un lenguaje capaz de traducir y hacer entender el mensaje evangelizador en las mentes de las poblaciones autóctonas con patrones lógicos distintos a los evangelizadores. A ello se sumó la creación de universidades como la Universidad San Marcos (que tomó como modelo la Universidad de Salamanca) y los studia o colegios religiosos (que se inspiraron en las escuelas medievales), en las cuales se desarrollaron propuestas originales independientes que tomaron como base el tomismo, el escotismo y el nominalismo, que fueron las doctrinas más importantes dentro de la escolástica. Y aunque la escolástica fue dominante, existieron otras corrientes como el neoplatonismo o el pensamiento místico (teniendo adherentes el quietismo de Miguel de Molinos). La influencia de Platón se vio reflejada en obras de Clarinda (Discurso en loor de la poesía) y Diego Dávalos y Figueroa (Definición de amor). Otra figura importante fue el Inca Garcilaso de la Vega, quien tradujo la obra platónica Diálogos de Amor de León Hebreo. Entre los místicos más representativos del Perú estuvieron Santa Rosa de Lima, San Martín de Porres y San Juan Macías. En el campo especulativo destacó la figura del místico Antonio Ruiz de Montoya y su obra El sílex del amor divino, elaborado a pedido de su amigo Francisco de Castillo, quien quería un mejor método para poder orar.     

### Escolástica
Las órdenes religiosas en el Perú difundieron el pensamiento y doctrina de sus más renombrados representantes. De esta forma, los dominicos estudiaron y difundieron el pensamiento de Santo Tomás de Aquino, al igual que los mercedarios, quienes eran adeptos a la filosofía aristotélica y tomista; los franciscanos, por su parte, difundieron las ideas de Juan Duns Scoto; y los jesuitas, las de Francisco Suárez.  Además hubo presencia de religiosos de la orden agustiniana. Los agustinianos, quienes se oponían de forma general a la recepción de Aristóteles dentro de la escolástica, optaron por adherirse a la doctrina de San Agustín de Hipona, quien era platónico.
Entre los más destacados representantes de los agustinos escolásticos está Luis López de Solís. Otros agustinos relevantes en dicha época están Francisco de Saona (catedrático de vísperas en la Universidad de San Marcos), Pedro de Avellaneda, Nicolás de Santa María (siendo estos dos últimos expositores de la doctrina, además de San Agustín, de San Juan Crisóstomo), Fernando de Valverde (que escribió el libro De Trinitate) y el cronista Antonio de la Calancha. Para 1692, los agustinos recibieron tres cátedras en la San Marcos: prima y vísperas de dogmas de San Agustín y una del Maestro de las Sentencias.
Por su parte, entre los dominicos, estuvieron Juan Solano (alumno de De Vitoria). En 1637, los dominicos obtuvieron la cátedra de prima de teología moral en la San Marcos; para 1643, la cátedra de prima de teología y para 1695, la de filosofía, que fue dada a Jorge Carrasco. Las cátedras se distinguieron por la explicación de las doctrinas de Santo Tomás de Aquino teniendo como exponentes a Rafael de Segura, Juan de Lorenzana, Cipriano de Medina, Luis de Bilbao, Cristóbal Narváez, Salvador Rivera y Francisco de Huerta. Los mercedarios, mientras tanto, tuvieron como representantes a Nicolás de Ovalle (discípulo del filósofo Francisco Zumel), Juan García (que se inspiró en las obras de Gerónimo Pérez, fraile mercedario que escribió sobre Aristóteles e imprimió un tratado sobre Santo Tomás de Aquino) y Francisco de la Cruz (que escribió el libro Propositio Theologica).
Con respecto a los franciscanos, están Jerónimo de Valera (quien escribió el primer libro de filosofía escrito por un criollo en el año 1610, siendo su título Commentarii ac quaestiones in universam Aristotelis ac Subtilis Doctoris Ihoannis Duns Scoti logicam), Alonso Briceño (que escribió el libro Celebrioris ele vita et doctrina Joannis Dunsii Scoti, donde comunica a la «haecceitas» un tono existencialista), Juan del Campo (introductor del escotismo al Perú), Lucas de Cuenca, Benito Huertas (siendo los dos últimos cercanos a la mística de San Buenaventura de Bagnoregio) y Diego de Córdova y Salinas (que escribió el libro Crónica de la religiosísima provincia de los doce apóstoles).
Al respecto de los jesuitas, se destacaron Juan Perlín (discípulo de Francisco Suárez), José de Acosta (filósofo e investigador científico, entre su obra filosófica escribió Tractatus aliquot de Theologia et de Sacra Scriptura), Esteban de Ávila (escribió De Censuris eclesiasticis), Juan Pérez de Menacho (erudito del tomismo y autor de diversos e importantes tratados, aunque algunas de sus obras se encuentran perdidas), Alonso de Peñafiel (escribió Cursus Philosophicus en cuatro tomos. Algunas de sus obras fueron destruidas por los chilenos en la guerra del Pacífico. Fue el introductor del nominalismo en su versión conceptualista, además, se anticipó a Immanuel Kant en plantear la finitud del conocimiento, la escisión dual del sujeto-objeto y de fenómeno-cosa en sí), Leonardo de Peñafiel (autor de diversas obras entre ellas Disputationum theologicarum y Comentarii in Aristótelis methaphysicam), Diego de Avendaño (autor de Problemata Theológica y Thesaurus Indicas, en esta última defiende los derechos de los indígenas y condena la esclavitud de los negros), Cristóbal de Cuba y Arce (autor de Panegyris cum adesset thesibas universae theologiae), Ignacio de las Roelas, José de Buendía y Martín de Jáuregui (autor de un Tratado de Teología en tres volúmenes que se encuentra perdido). Además, otros jesuitas se encuentran Nicolás de Olea (introductor del cartesianismo al Perú. En sus obras se rompe con el tomismo y el aristotelismo y se acerca, al inicio, de forma tímida a René Descartes y Roger Bacon, para después aproximarse de manera más definida. Fue el primer autor peruano que usa como referencias a Giordano Bruno, Tommaso Campanella y Tycho Brahe) y José de Aguilar (autor de diversas obras y aunque era escolástico ortodoxo mantiene cercanía con filósofos modernos).

#### Crisis de la escolástica y el probabilismo
Ante los «modernos», surge la figura de Juan de Espinosa Medrano, conocido como «El Lunarejo». Escritor de diversos libros, en su obra Philosophia Thomistica seu Cursus Philosophicus, De Espinosa establece que su deseo es defender a «Platón, Aristóteles, Porfirio, Santo Tomás, Cayetano, y otros antiguos vanguardistas de las ciencias... de la envidia de los celosos y de las picaduras de los modernos», entendiéndose como «modernos» a los jesuitas críticos de Aristóteles. La tesis de De Espinosa partiría de una defensa radical del aristotelismo mediante la teoría platónica de las ideas.
Conforme el siglo XVIII iba avanzando, aumentaban las críticas a la escolástica. Ante ello, se impuso una doctrina llamada como probabilismo (surgida a fines del siglo XVI), cuyos partidarios fueron principalmente los jesuitas. Sin embargo, el probabilismo no afirmaba una verdad absoluta y negaba una verdad ordenada. Para los defensores de la escolástica, el probabilismo se manifestaba como la base teórica para una moral laxa. Además, al buscar un punto de vista político alternativo, se sostuvo que la soberanía residía en el pueblo. Los jesuitas, en dicha etapa, empezaron a alentar las tesis probabilistas para limitar el poder proveniente de la metrópoli. En el Perú, la influencia de las ideas probabilísticas influyó en pensadores como José Eusebio de Llano Zapata, Pedro Bravo de Lagunas y Victorino Gonzales Montero y del Águila, quienes no eran religiosos sino personas vinculadas a la reflexión política y científica.

### Ilustración peruana
Con el eclecticismo peruano (Unanue, Baquíjano, Rodríguez de Mendoza) la neoescolástica peruana demuestra su fatiga y lo inviable del espíritu virreinal. El eclecticismo del setecientos prepara el espíritu independentista y corresponde a una situación prerrevolucionaria.
En este período, también llamado la emancipación criolla, la llamada «clase criolla» virreinal (descendientes de españoles, pero nacidos en el Perú) preparó ideológicamente la independencia política. Existieron influencias del pensamiento racionalista e ilustrado francés. Se fundaron órganos de difusión de ideas «peruanistas» (por ejemplo, el Mercurio Peruano). Este proceso es paralelo a las luchas indígenas por la recuperación de su autonomía, encabezadas por Túpac Amaru II.
Se fundó la sociedad Amantes del Perú.

## Etapa republicana

### Romanticismo peruano
Este período es posterior a la independencia. Sin discutir cambios sobre la estructura económica virreinal (de carácter feudal), se procedió a elaborar un debate sobre la forma de gobierno que debe tener la nueva República del Perú (fundada en 1821). Se sostuvieron dos tesis:
- Debe haber «soberanía del pueblo». Tesis liberal, propalada por Benito Laso.
- Debe haber «soberanía de la inteligencia». Tesis conservadora, defendida por Bartolomé Herrera.

### Etapa cosmopolita
Posterior a la guerra del Pacífico (Chile-Perú-Bolivia), se desarrolló un pensamiento filosófico vinculado a la necesidad de una renovación de mentalidad. Por ello los filósofos se remitieron a otros productos del pensamiento europeo no español. Se tuvieron sobre todo influencias inglesas y francesas.

#### Positivismo
Influenciado por el inglés Herbert Spencer, se exalta la ciencia como generadora de orden y progreso. El principal representante de esta corriente fue Manuel Gonzáles Prada. Con influencias del anarquismo, Gonzáles Prada establece una crítica a los grupos de poder tradicionales en el Perú, culpables del desastre de la guerra, y de la ruina moral de las grandes mayorías indígenas. Propone ruptura total con las formas de pensamiento virreinal y, mediante la educación científica, elevar a la población a la modernidad. También se encuentra Manuel V. Villarán.

#### Espiritualismo
Surge como oposición al positivismo, con influencias del francés Henri Bergson. Proclama «libertad académica» en los claustros universitarios, y empieza a hacer una sistematización del pensamiento europeo, pero no hay un abordaje riguroso la problemática nacional. Los principales representantes de esta tendencia fueron Alejandro Deustua y Mariano Iberico.

### Etapa nacional

#### Socialismo y movimientos sociales
Se desarrolla en parte como respuesta a la progresiva inserción de la influencia capitalista en el país, sobre todo de los Estados Unidos, sus abusos y la consecuente conflictividad social.
En este período trata de interpretarse el carácter de la realidad nacional, y la manera de solucionar sus problemas. Surgen así las siguientes corrientes:
- Anarquismo peruano. Ligado al movimiento sindical. Interpreta al Perú como ligado a la lucha de los sindicatos contra la patronal. Promueve el Paro Nacional como método de lucha y cambio. Sus más conocidos representantes fueron Manuel y Delfín Lévano (padre e hijo).
- Aprismo. Ligado a los sectores de clase media en el Perú. Interpreta al país como una nación feudal, necesitada del inversionista extranjero para desarrollarse de modo capitalista, y generar un empresariado nacional fuerte. Promueve el antiimperialismo nacionalista como método de lucha y cambio. El fundador de esta tendencia fue Víctor Raúl Haya de la Torre.
- Marxismo-leninismo peruano. Ligado a los sectores proletarios urbanos. Interpreta al Perú como un país semifeudal y semivirreinal, necesitado de una organización fuerte del proletariado para «crear heroicamente» el socialismo en el Perú. Promueve la revolución democrático-nacional como método de lucha y cambio. El fundador de esta tendencia fue José Carlos Mariátegui.
- Socialcristianismo peruano. Siendo su más conocido representante Víctor Andrés Belaunde. Se concibe al Perú como la combinación de lo indígena con lo hispánico,[27] siendo "no... el reflejo de la cultura hispánica" sino "una nueva creación, una nueva síntesis".[28]

#### Crítica del pensamiento académico en el Perú
Se establece, a partir de los años sesenta un cuestionamiento por la ligereza con la que los claustros universitarios venían procesando la realidad nacional. Se promueven maneras de integrar el trabajo académico al progreso del Perú.
El principal representante fue Augusto Salazar Bondy. Dicho autor cuestiona el carácter imitativo y carente de originalidad del pensamiento peruano y latinoamericano. La «falta de autentidad» se debe a la dominación económica y social a la que es sometido el pueblo peruano. Por otro lado, Francisco Miró Quesada Cantuarias, desde una óptica humanista, propone pautas para desarrollar el «proyecto del filosofar latinoamericano».

#### Proyectos de filosofía de la liberación
Recientemente se ha desarrollado la filosofía de la liberación, cuyo principal iniciador es, nuevamente, Augusto Salazar Bondy. Se trata que la filosofía genere condiciones para la derrota de la dependencia, y se inaugure una nueva etapa, de pensamiento libre y verdaderamente emancipado.

#### Nuevas tendencias
En constante polémica con la tendencia eurocéntrica (Rivara, David Sobrevilla) han cobrado vigencia en los últimos tiempos las investigaciones filosóficas sobre la Filosofía andina (Antero Peralta, Pacheco Farfán, Ladislao Cuéllar, Díaz Guzmán, Víctor Mazzi, Luis Alvizuri, Odilón Guillén). Gustavo Flores Quelopana ha postulado un pensamiento remitizante con dos propósitos: 1. explicar la existencia de la filosofía mitocrática no sólo en el filosofar precolombino sino en todo el filosofar ancestral no occidental, y 2. distinguir diacrónica y sincrónicamente las diversas visiones metafísicas por las que atravesó el hombre a lo largo de su historia (metafísica de visión, metafísica de la esencia, metafísica de la existencia, metafísica del percipi y la metafísica de lo virtual). 
Otras corrientes recientes son el posmodernismo y hermenéutica política (Víctor Samuel Rivera), el comunitarismo de tendencia liberal (Miguel Giusti), neokantismo (Odilón Guillén), la tradición analítica (Pablo Quintanilla), anetismo-hiperimperialismo-hermenéutica remitizante (Gustavo Flores Quelopana), de la esperanza (Noe Zevallos), Epistemología (Germán Berríos), filosofía de la historia (Augusto Castro, Juan Huamanía Córdova, Ladislao Cuéllar), realismo moderado (Pedro Rodríguez), realismo aristotélico-tomista con diversos matices (Genara Castillo Córdova, Luis Francisco Eguiguren Callirgos, Luz González Umeres)